# Hvalfjörður
A Hvalfjörður fjord Izland nyugati részén található Mosfellsbær és Akranes közt. A fjord közel 30 km hosszú és mintegy 5 km széles. 
A Hvalfjörður elnevezés a bálnákra (angolul whale) vezethető vissza, mivel régebben sokat fogtak errefelé belőlük. 1980-ig a legnagyobb bálnavadásztelepek itt működtek Izlandon. A múltban ezenkívül a heringhalászat is jelentős volt errefelé. 
A második világháború idején angol és amerikai haditengerészeti kikötő működött itt. Miután az USA haditengerészete elhagyta a bázist, a Hvalur bálnavadász társaság vette át az épületek fenntartását, egészen 1980-ig, amikor is a bálnavadászatot megtiltották Izlandon. 
Az 1990-es évek végéig csak kerülőúton lehetett eljutni a fővárosból Reykjavíkból
Borgarnesbe, ám ekkor megépült a Hvalfjörður-alagút, amely mintegy egy órával lerövidíti az utat a két város közt. 
A fjord legbelső vidékein érdekes vulkanikus hegyormok magasodnak a zöldellő táj fölé. Botsná közelében csillagfürt látható. A tájat mohával borított sziklák és nyírfaligetek is színesítik. A Glymur-vízesés körül egy turistaút húzódik.

## Képgaléria

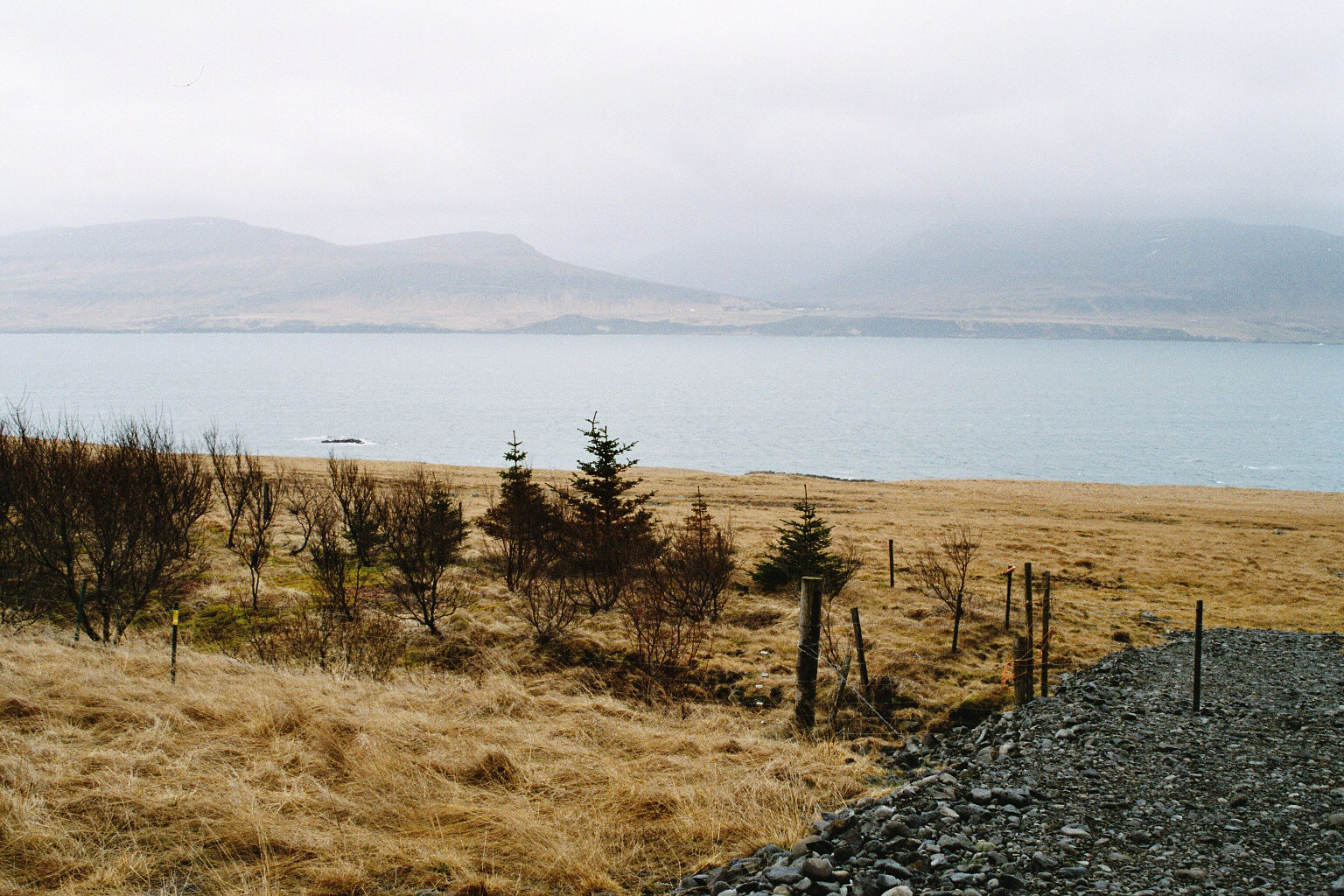
Hvalfjörður
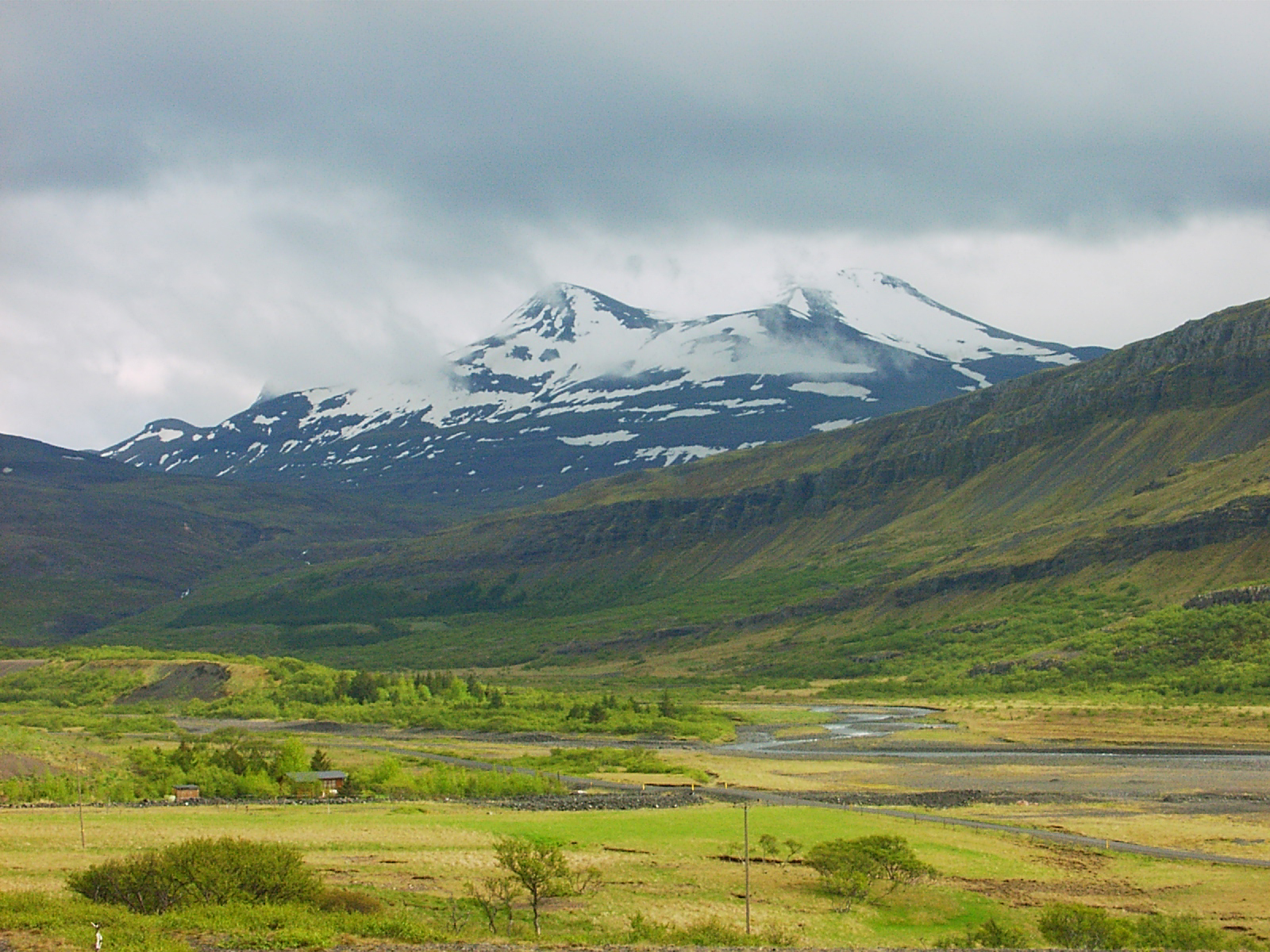
A Botnsdalur látképe a Hvalfjörður felől
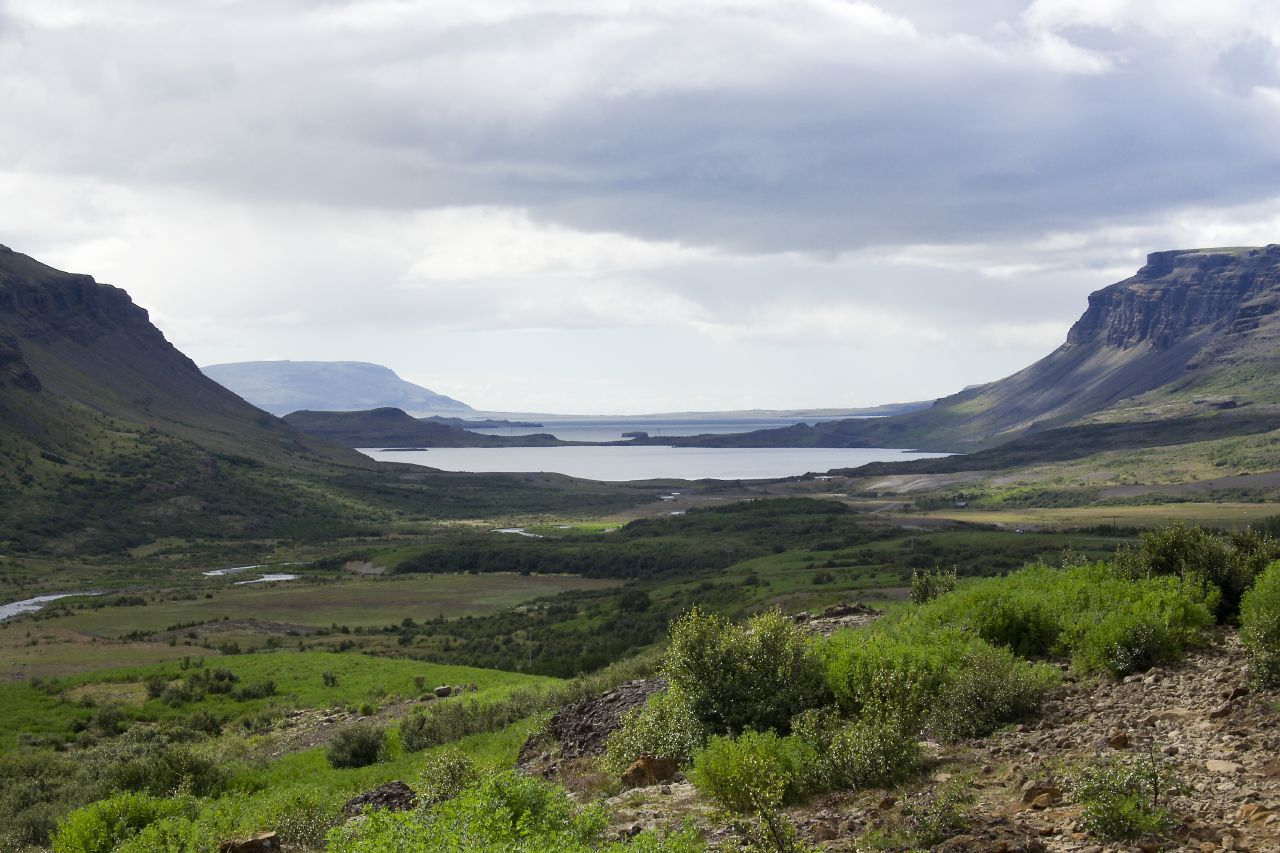
A Botnsdalur a Hvalfjörður felől
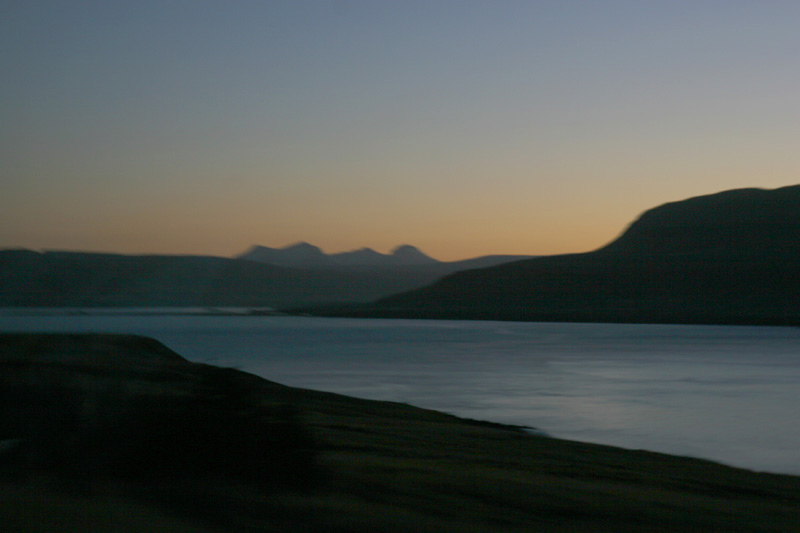
Délkelet felé nézve a  Hvalfjörðurt hajnalban, 2007 novemberében

## Fordítás
Ez a szócikk részben vagy egészben  a   Hvalfjörður című angol Wikipédia-szócikk ezen változatának fordításán alapul.  Az eredeti cikk szerkesztőit annak laptörténete sorolja fel. Ez a jelzés csupán a megfogalmazás eredetét és a szerzői jogokat jelzi, nem szolgál a cikkben szereplő információk forrásmegjelöléseként.